# تيم برايت
تيم برايت (بالإنجليزية: Tim Bright) هو منافس ألعاب قوى أمريكي، ولد في 28 يوليو 1960 في تافت في الولايات المتحدة.

## وصلات خارجية
- تيم برايت على موقع الاتحاد الدولي لألعاب القوى (الإنجليزية)
- تيم برايت على موقع أوليمبيديا (الإنجليزية)